# Adrián Díaz
Adrián (o Adrià) Díaz Bronchud (17 de septiembre de 1990 en Barcelona) es un deportista español dedicado a entrenador de patinaje artístico sobre hielo, y anteriormente patinador de competición, ya retirado. Inicialmente ganando protagonismo en la escena internacional en pareja con Sara Hurtado, el dúo ganó seis medallas internacionales senior y cinco títulos nacionales españoles y fue el primer equipo de patinaje artístico sobre hielo que representó a España en la competición ISU. Se clasificaron para los Juegos Olímpicos, finalizando decimotercero en los Juegos Olímpicos de Invierno 2014 en Sochi, y logrando su mejor resultado en el Campeonato ISU cuando se ubicaron quinto en el Campeonato Europeo 2015. Adrián Díaz también ha ganado el Campeonato de España de Patinaje sobre Hielo en el año 2018, y ha quedado segundo en otras dos ocasiones.

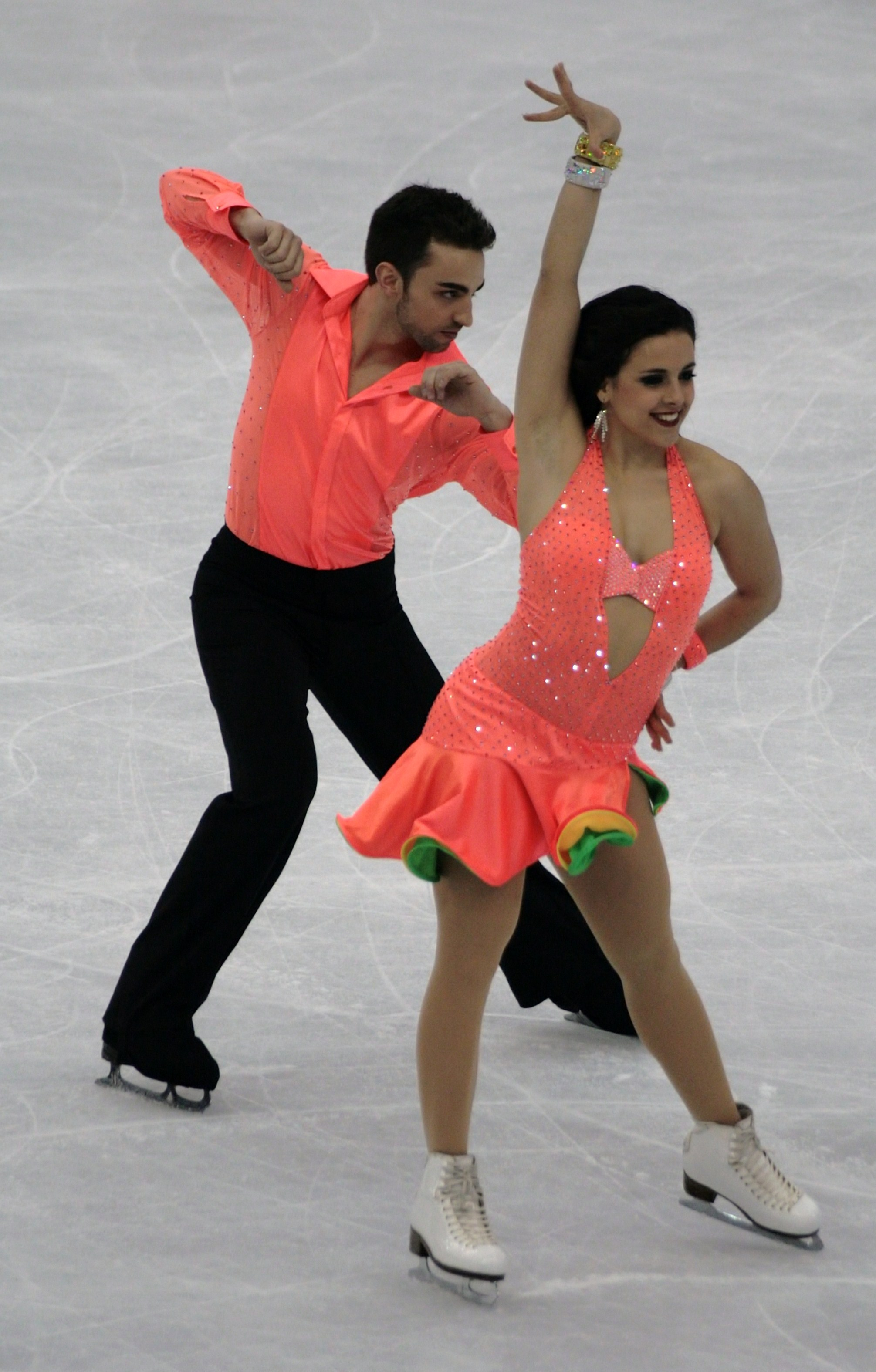
Díaz y Hurtado en el Mundial de 2012

Tras el final de su asociación con Hurtado, Díaz formó una nueva asociación con la patinadora de hielo inglesa Olivia Smart, con quien fue medallista de bronce de Skate Canada International en 2021, cuatro veces medallista de Challenger Series y tres veces campeón nacional español. Smart/ Díaz representó a España en los Juegos Olímpicos de Invierno de 2022 y terminó séptimo en su última actuación en el Campeonato Mundial de 2022 antes de retirarse del deporte.
Estudió ciencias del deporte en la universidad. Anteriormente compitió como Adrià Díaz, pero prefiere ser llamado Adrián o Adri. Comenzó a salir con la bailarina de hielo estadounidense Madison Hubbell en 2014. La pareja anunció su compromiso en abril de 2018. Se casaron el 7 de junio de 2023, en Villanueva y la Geltrú, España.

## Carrera

### Primeros años
Díaz comenzó a patinar en 1995. Después de patinar en solitario, se interesó por cambiar a pareja sobre hielo en 2006 y le pidió a una compañera de patinaje, Sara Hurtado, que lo acompañara a un campamento de verano organizado por la federación española (FEDH) con el entrenador francés Romain Haguenauer. Hurtado dijo: "Le suplicamos a la Federación durante dos años, por favor, por favor, queremos hacer danza en el hielo."A principios de 2008, la FEDH contrató al entrenador británico John Dunn para que enseñara baile sobre hielo en Madrid.

### Danza sobre hielo con Sara Hurtado

#### Temporada 2008-2009
Hurtado/ Díaz comenzaron a competir juntos internacionalmente en la temporada 2008-09. Su primer gran evento internacional fue el Campeonato Mundial Junior de 2009 en Sofía, Bulgaria, donde terminaron en el 32o lugar.

#### Temporada 2009-10
Hurtado/ Díaz compitió en dos eventos en el circuito del Gran Premio Junior y terminó decimosexto en el Campeonato Mundial Junior de 2010 en La Haya, Países Bajos.

#### Temporada 2010-2011
Hurtado/ Díaz compitió en el circuito del Gran Premio Junior mientras participaba en varios internacionales senior. Terminaron decimocuarto en el Campeonato Europeo de 2011 en Berna, Suiza, ganaron una medalla de bronce en el Abierto de Baviera y terminaron cuartos en la Universiada de Invierno.
Quedaron en noveno lugar en el Campeonato Mundial Juvenil celebrado en Gangneung, Corea del Sur. A continuación, compitieron en Moscú, Rusia, en su primer Campeonato Mundial senior; aunque los dos se clasificaron para la danza corta en la ronda preliminar, no pudieron pasar a la fase de danza libre del evento.

#### Temporada 2011-2012
Hurtado/Díaz se mudaron a Londres, Inglaterra, a mediados de 2011 después de que Dunn aceptara un puesto de entrenador en su país natal.[10][11] En noviembre, compitieron en su primer evento Grand Prix, el Trophée Éric Bompard 2011, donde quedaron en octavo lugar (últimos). En diciembre de 2011, pusieron fin a su relación con Dunn y se trasladaron a Montreal, Quebec, Canadá, para entrenar con Marie-France Dubreuil y Patrice Lauzon.

#### Temporada 2012-13
Hurtado/Díaz no compitieron en la serie Grand Prix. Quedaron en decimoquinto lugar en el Campeonato Europeo de 2013 en Zagreb, Croacia, y en decimonoveno lugar en el Campeonato Mundial de 2013 en Londres, Ontario, Canadá.

#### Temporada 2013-14: Juegos Olímpicos de Sochi
En el Trofeo Nebelhorn de 2013, Hurtado/Díaz se convirtieron en los primeros bailarines sobre hielo en clasificarse para participar en los Juegos Olímpicos con España. No participaron en ninguna prueba del Grand Prix. En enero de 2014, quedaron décimos en el Campeonato Europeo de 2014 celebrado en Budapest, Hungría, lo que permitió a España enviar dos equipos de baile sobre hielo al siguiente Campeonato Europeo. 
Un mes más tarde, Hurtado y Díaz compitieron en los Juegos Olímpicos de Invierno de Sochi, Rusia;obtuvieron sus mejores puntuaciones personales en ambas pruebas y terminaron en decimotercer lugar. Terminaron la temporada con un decimosexto puesto en el Campeonato Mundial de 2014 en Saitama.